# 溝口元
溝口 元（みぞぐち はじめ、1953年9月8日- ）は、日本の生物科学者、科学史学者、立正大学教授。神奈川大学理学部非常勤講師。

## 略歴
長崎県生まれ。1976年早稲田大学教育学部理学科卒、1983年同大学院理工学研究科物理学及応用物理学専攻博士課程修了、「ウニ胚の原腸形成とコラーゲン合成」で理学博士。1983年立正大学短期大学部社会福祉科講師、1986年助教授、1994年教授、1996年立正大学社会福祉学部教授となる。

## 著書
- 『科学の歴史 近代科学の成立と展開』関東出版社 1985
- 『生命倫理と福祉社会』アイ・ケイコーポレーション 2005
- 『生命倫理と人間福祉』アイ・ケイコーポレーション 2016

### 共編著
- 『生物科学』加藤秀生共著 培風館 1988
- 『通史日本の心理学』佐藤達哉共編著 北大路書房 1997
- 『ナポリ臨海実験所 去来した日本の科学者たち』中埜栄三,横田幸雄共編著 東海大学出版会 1999
- 『生物学の歴史』中村禎里共著 放送大学教育振興会 2001
- 『科学技術の歴史』中村邦光共著 弘学出版 2001
- 『生物学の歴史 改訂新版』松永俊男共著 放送大学教育振興会 2005
- 『生命と生活環境 自然科学への誘い』河合忍共著 アイ・ケイコーポレーション 2011
- 『家庭支援論』寺田清美共編著 アイ・ケイコーポレーション 2011
- 『自然科学のとびら 生命・宇宙・生活』河合忍共著 アイ・ケイコーポレーション 2015
- 『子ども家庭支援論』寺田清美共編著 アイ・ケイコーポレーション 2018

## 論文
- <溝口元